# Kolophon
Kolophon (altgriechisch Κολοφών) war in der griechischen Antike eine der größten Städte in der kleinasiatischen Landschaft Ionien. Sie lag beim heutigen Dorf Değirmendere im türkischen Verwaltungsbezirk Izmir, zwischen Izmir, dem antiken Smyrna (im Norden) und Ephesos (im Süden), nördlich der Hafenstadt Notion.
Als eine der Mutterstädte der Ionier war Kolophon Teil des Ionischen Bundes (Dodekapolis). Dreizehn Kilometer südlich von Kolophon lag das berühmte Orakel von Klaros. Die Nadelbäume um Kolophon lieferten das Harz Kolophonium, mit dem heute unter anderem die Rosshaarbespannung von Streichbögen eingerieben wird.
Die Stadt wurde der Sage nach von zwei Söhnen des Kodros, eines mythischen Königs von Athen, gegründet. Ihre berühmtesten Söhne sind der Philosoph Xenophanes, der Dichter Mimnermos und der Maler Apelles. Kolophon war auch eine der ionischen Städte, die darum konkurrierten, Geburtsort Homers gewesen zu sein.
Kolophon galt in archaischer Zeit als eine der reichsten Städte Ioniens – mit dem eigenen lokalen Kalender von Kolophon – und wurde mit dem unteritalischen Sybaris verglichen, büßte ihren Wohlstand aber in klassischer Zeit weitgehend ein. Nach 479 v. Chr. wurde die Stadt Mitglied im attischen Seebund; 430 v. Chr. wurde sie nach Parteikämpfen persisch und trat 409 wieder auf die Seite Athens. Im Jahr 404 v. Chr. fiel Kolophon erneut unter persische Oberhoheit, um dann im 4. Jahrhundert v. Chr. das allgemeine Schicksal Ioniens zu teilen. Lysimachos, einer der Diadochen Alexanders des Großen, zwang um 300 v. Chr. die Bevölkerung, nach Ephesos umzusiedeln, das unter seinem Befehl an neuem Ort errichtet wurde. Damit verlor die Stadt Kolophon ihre Bedeutung, auch wenn sie nach Lysimachos’ Tod 281 v. Chr. wieder aufgebaut wurde. Kolophon vereinigte sich mit der Hafenstadt Notion, verlor jedoch in hellenistischer Zeit jede Bedeutung.
Es sind nur wenige Reste der Stadt erhalten. In der Nähe wurde ein vermutlich mykenisches Kuppelgrab aus dem 13. oder 12. Jahrhundert v. Chr. (SH III B oder III C) entdeckt, in dem sich offenbar auch submykenische Keramik fand. In einem weiteren Grab kamen ein mykenisches Messer und eine Glasperle ägäischen Stils zum Vorschein.